# Hauwa Ali
Hauwa Ali (mất năm 1995) là một nhà văn người Nigeria được biết đến với tiểu thuyết khám phá cuộc sống phụ nữ Hồi giáo và đặt ra những nghi vấn giữa giá trị Hồi giáo với sự độc lập của người phụ nữ. Cuốn tiểu thuyết nổi tiếng nhất của bà, Destiny, đã giành được giải thưởng Delta về thể loại hư cấu.

## Cuộc sống
Bà sinh ra ở Gusau miền bắc Nigeria. Bà đã tham gia giảng dạy tại Đại học Maiduguri. Những cuốn tiểu thuyết của bà đã được xuất bản vào cuối những năm 1980. Năm 1995, bà qua đời vì bệnh ung thư vú.

## Sự nghiệp viết lách
Cuốn tiểu thuyết hư cấu của bà được viết từ quan điểm của một thiếu nữ trẻ chưa chồng, với nội dung mang tính khoa giáo "cửa ngõ con đường đến thành công, tương lai đầy hứu hẹn".
Nhân vật chính trong cuốn tiểu thuyết đầu tiên Destiny (Enugu, 1988) là Farida, cô 16 tuổi. Câu chuyện đẩy lên cao trào mâu thuẫn giữa, một mặt là giáo dục, việc làm, sự độc lập và một người chồng do Farida chọn, với mặt khác,  là một người chồng thuyết phục người thân cô rằng anh ta đảm bảo về tài chính, nhưng lại cố ép buộc cô phải chịu đựng và phải  chấp nhận mọi sự lựa chọn. Cuốn tiểu thuyết thứ hai của cô, Victory (Enugu, 1989), tiếp tục một số chủ đề này và cũng đưa ra các câu hỏi về hôn nhân liên văn hóa.
Một nhà phê bình đưa ra mối liên hệ giữa các vấn đề của Farida và Hồi giáo, cho thấy bà đã thể hiện "sự chấp nhận phục tùng số phận". Một người khác lập luận chống lại ý kiến này, nhấn mạnh đến việc "không muốn nản lòng" và thực hành cầu nguyện, coi đức tin của mình là một sức mạnh tích cực. Ali đã được mô tả là một trong những nhà văn nữ vào những năm 1990 ở miền bắc Nigeria nói lên "tài năng sáng tạo của họ" nằm trong "bức tường của tôn giáo và văn hóa".